# Alcaloides de la vinca

Estructura química del alcaloide de vinca vincristina

Los alcaloides de la vinca son un conjunto de agentes anti-mitóticos y anti-microtúbulos los cuales son derivados originalmente de Catharanthus roseus.
Los alcaloides de la vinca son usados en el tratamiento del cáncer. Estas drogas son del tipo citotóxicas al inhibir la capacidad de las células cancerosas de dividirse: actúan a nivel de la tubulina, lo cual previene que se formen los microtúbulos necesarios para generar el huso mitótico, vital en la división celular. Los alcaloides de la vinca se producen sintéticamente en la actualidad y se utilizan como drogas quimioterapéuticas en el tratamiento contra el cáncer además de la terapia inmunosupresora.

## Agentes derivados
- Vinblastina
- Vincristina
- Vindesina
- Vinorelbina
- Vinflunina